# Ordem do Mérito Forte São Joaquim
A medalha da Ordem do Mérito Forte São Joaquim, instituída a  20 de março de 1990 pelo Decreto Estadual n.º 308, é a maior distinção atribuída pelo Estado de Roraima e é concedida a pessoas físicas e jurídicas, nacionais e estrangeiras que se destacaram pelos méritos ou pelos relevantes serviços prestados ao Estado de Roraima. As comendas são conferidas pelo Governador do Estado de Roraima, na condição de Grão-Mestre da Ordem, que é assistido por um conselho presidido por um Chanceler. Sendo que podem ser atribuídos cinco graus: Grã-Cruz, Grande-Oficial, Comendador, Oficial e Cavaleiro.
O nome é uma referência à fortificação militar construída pela Coroa Portuguesa às margens do Rio Branco com o objetivo de garantir a proteção e posse dos limites territoriais do Brasil Colônia em terras que posteriormente se tornariam o Território Federal de Roraima.